# Archivio collettivo nazionale dei periodici
L'Archivio collettivo nazionale dei periodici (ACNP) è il catalogo italiano dei periodici gestito dall'Università di Bologna e dalla Biblioteca Centrale "G. Marconi" del Consiglio Nazionale delle Ricerche di Roma.

## Descrizione
Il catalogo contiene le descrizioni bibliografiche delle pubblicazioni periodiche possedute da biblioteche dislocate su tutto il territorio nazionale e copre tutti i settori disciplinari. Il catalogo viene aggiornato direttamente dalle biblioteche aderenti mediante una procedura online.
Il catalogo, ad accesso gratuito, consente di:
- conoscere i dati bibliografici di periodici italiani e stranieri (sia su supporto cartaceo che elettronico)
- localizzare sul territorio italiano le biblioteche che possiedono i periodici e, nel caso di documenti digitali, accedere al sito internet della risorsa per leggere il testo completo
- consultare gli indici di periodici italiani e stranieri, prevalentemente a carattere scientifico.

Il catalogo opera in collaborazione con il Centro Italiano ISSN, collocato presso la Biblioteca Centrale "G. Marconi", che si occupa di assegnare il codice identificativo ISSN alle pubblicazioni periodiche italiane.
Oltre al catalogo, ACNP fornisce un'anagrafe delle biblioteche partecipanti contenente anche informazioni dettagliate sui servizi erogati e sulle modalità di fornitura dei documenti. 
Per assicurare la localizzazione dei documenti, ACNP offre la scheda anagrafica di ciascuna biblioteca con le condizioni per la fornitura dei documenti.

## Storia
Il progetto di un Archivio Collettivo Nazionale dei Periodici, identificato dall'acronimo ACNP, è stato avviato nel 1972 dall'Istituto di studi sulla ricerca e documentazione scientifica (ISRDS) del Consiglio nazionale delle ricerche (CNR) per rispondere all'esigenza (avvertita soprattutto dal sistema nazionale della ricerca scientifica e dell'Università), di poter localizzare le pubblicazioni periodiche presso le biblioteche italiane e ottenere quindi l'accesso ai documenti. Grazie alla collaborazione delle biblioteche che aderirono al progetto, ACNP dunque forniva su supporto sia cartaceo sia elettronico registrazioni bibliografiche delle pubblicazioni periodiche, ne localizzava la disponibilità sul territorio nazionale e segnalava il relativo posseduto delle diverse biblioteche.
Nel 1989 il Centro Interfacoltà per le Biblioteche (CIB) dell'Università di Bologna, in accordo con l'ISRDS, iniziò a caricare l'Archivio sul proprio sistema di interrogazione e, consentendone la libera consultazione via Internet lo rese accessibile alla comunità scientifica internazionale.
Nei primi anni Novanta il CIB e il CNR si proposero di passare dalla gestione centralizzata di ACNP, assai gravosa e con forti rischi di obsolescenza dei dati, a procedure automatizzate di aggiornamento dell'archivio online, procedendo contemporaneamente a una revisione del formato catalografico sulla base di standard nazionali e internazionali.
Nel frattempo due importanti archivi bibliografici andarono a integrare la base dati ACNP, interrogabili dall'unica interfaccia World Wide Web. In primo luogo il repertorio delle pubblicazioni periodiche registrate dall'ISSN garantì alle biblioteche partecipanti l'accesso a una fonte internazionale autorevole, per procedure di catalogazione derivata e di controllo bibliografico. Inoltre un Repertorio degli articoli ampliava e approfondiva il livello di informazione bibliografica offrendo dal 1993 il Current Contents dell'Institute for Scientific Information (ISI), successivamente spogli di periodici di Economia e Scienze sociali, prodotti dall'Associazione ESSPER e da altre fonti oltre a indici di fascicoli inseriti direttamente a terminale.
Proseguiva intanto l'impegno e la valorizzazione di ACNP sul versante internazionale: nel dicembre 1996 diventava operativo il progetto europeo CASA (Cooperative Archive of Serials and Articles), di cui il CIB fu coordinatore. Uno degli obiettivi fu appunto la profonda trasformazione strutturale di ACNP, allineandolo al massimo grado possibile al Registro dell'ISSN sia nel formato di gestione dei dati, sia mediante le già avviate procedure di catalogazione derivata, sia avanzando richiesta di identificativo ISSN per ogni periodico italiano immesso nell'Archivio, che ne risultasse sprovvisto.
Con la diffusione nei primi anni Novanta di periodici elettronici ad accesso remoto, gratuito o controllato, si rese necessario adeguare tracciati descrittivi e informativi a questa nuova tipologia di seriali, strumento di sempre più rilevante importanza per la ricerca nell'ambito delle scienze naturali e applicate.
Attualmente ACNP raccoglie circa 2.500 identificativi di biblioteche presenti sul territorio italiano, di diversa tipologia amministrativa e funzionale: Università statali e libere, enti pubblici nazionali di ricerca, enti territoriali come Regioni, Province, Comuni, aziende e servizi del Sistema sanitario nazionale, accademie, associazioni, fondazioni, società, istituti pubblici o privati, enti ecclesiastici. Di queste collaborano attivamente mediante inserimento o aggiornamento dei dati circa 1.200.
Nel 2011 il CIB, gestore di ACNP, cambia denominazione in Area Sistemi Dipartimentali e Documentali (ASDD), che a sua volta diviene Area Biblioteche e Servizi allo Studio (ABIS) nel 2017.
L'evoluzione di ACNP è stata determinata negli anni dall'interazione continua di due differenti sollecitazioni: da un lato i bisogni informativi degli utenti, dall'altro l'esigenza da parte dei bibliotecari di cooperare allo sviluppo di un servizio capace di rispondere in modo efficace ed efficiente a quei bisogni.
Per tale ragione oggi ACNP si presenta in primo luogo come strumento di ricerca, un catalogo in linea, ad accesso gratuito da qualunque postazione internet (compresi telefoni cellulari e tablet), che consente di reperire informazioni a diversi livelli.
D'altra parte, grazie ad un monitoraggio continuo delle esigenze espresse dalle biblioteche partecipanti, ACNP è venuto progressivamente a configurarsi anche quale strumento di lavoro per i bibliotecari: corsi di formazione periodici e gratuiti presso l'Area Sistemi Dipartimentali e Documentali dell'Università di Bologna addestrano a implementare e aggiornare in linea i dati bibliografici o a proporne la correzione sulla base di documentate fonti in possesso delle biblioteche partecipanti; è offerta inoltre la possibilità di attivare un sistema per la gestione amministrativa dei periodici (GAP).
Nel dicembre 2016 viene presentato il nuovo sito del catalogo, Acnpsearch.

### Progetti e collaborazioni
- ASTRO – la rete delle biblioteche degli Osservatori astronomici e dei Dipartimenti di Astronomia italiani
- BESS – biblioteca elettronica di scienze sociali ed economiche del Piemonte
- BIBLIOSAN – sistema bibliotecario degli enti di ricerca biomedici italiani
- ITALE – associazione italiana tra gli utenti dei sistemi Aleph
- NILDE – Network Inter-Library Document Exchange
- Google Scholar